# Michael Bonallack
Michael Francis Bonallack OBE (Chigwell, 31 december 1934 – 26 september 2023) was een Brits golfspeler en -administrator.
Bonallack werd nooit professional. Hij was secretaris van 1984-1999 van de Royal & Ancient Golf Club of St Andrews, bekend om het organiseren van het Brits Open. De R&A en de United States Golf Association stellen de internationale golfregels vast. Hij was daarvoor voorzitter van de Golf Club Managers' Association (1974-84), van de PGA of Great Britain & Ireland (1976-81), van de Golf Foundation (1977-82), en van de English Golf Union (1982).
Hij was voorzitter van de 'One Armed Golfers Society', de 'British and International Greenkeepers Association', en de PGA van Europa en voorzitter van de adviescommissie van de 'Official World Golf Rankings'.
Bonallack overleed op 88-jarige leeftijd.

## Onderscheiden
In 1971 werd Bonallack onderscheiden met een benoeming tot Officier in de Orde van het Britse Rijk vanwege hetgeen hij voor de golfwereld had gedaan. In 1972 kreeg hij de Bob Jones Award, de hoogste onderscheiding die de United States Golf Association uitreikt. Hij is lid van Augusta National Golf Club. Ook in andere landen heeft hij onderscheidingen ontvangen, uiteindelijk is hij in 2000 in de World Golf Hall of Fame opgenomen.

#### Sir Michael Bonallack Trophy
Om het jaar wordt de Bonallack Trophy als team kampioenschap gespeeld tussen Europa en Azië/Pacific. De teams bestaan uit twaalf spelers en niet meer dan twee spelers mogen uit hetzelfde land komen.

## Amateur
Bonallack zat op de Hailbury School, waar hij enthousiast cricketspeler was, totdat hij in het jeugdkampioenschap in 1952 Alec Shepperrson versloeg en voor golf koos. 

## Gewonnen
- 1952: British Boys Championship
- 1957: Berkshire Trophy
- 1959: Sunningdale Foursomes (met Doug Sewell)
- 1961: The Amateur Championship, Berkshire Trophy, Golf Illustrated Gold Vase
- 1962: English Amateur
- 1963: English Amateur
- 1964: Brabazon Trophy
- 1965: The Amateur Championship, English Amateur, Lytham Trophy (Tie met Clive Clark),Berkshire Trophy
- 1967: English Amateur, Golf Illustrated Gold Vase
- 1968: The Amateur Championship, English Amateur, Brabazon Trophy, Berkshire Trophy, Golf Illustrated Gold Vase
- 1969: The Amateur Championship, Brabazon Trophy (Tie met Rodney Foster), Golf Illustrated Gold Vase
- 1970: The Amateur Championship.  Berkshire Trophy
- 1971: Brabazon Trophy, Berkshire Trophy, Golf Illustrated Gold Vase
- 1972: Lytham Trophy
- 1975: Golf Illustrated Gold Vase
- 1981: HRH The Prince of Wales Challenge Cup, St George's Champion Grand Challenge Cup

### Teams
- Walker Cup: 1959, 1961, 1963, 1965, 1967, 1969, 1971 (winnaars, captain), 1973
- Eisenhower Trophy: 1960, 1962, 1964, 1968, 1970, 1972
- Groot-Brittannië vs Continentaal Europa:1958-1972

## Trivia
- De 'HRH The Prince of Wales Challenge Cup' en de 'St George's Champion Grand Challenge Cup' zijn later samengevoegd tot de 'The South-East of England Links Championship' [dode link].